# Liste der Biografien/Kref
Liste der Biografien |
Portal Biografien |
Personensuche
# |
A |
B |
C |
D |
E |
F |
G |
H |
I |
J |
K |
L |
M |
N |
O |
P |
Q |
R |
S |
T |
U |
V |
W |
X |
Y |
Z |
?
 
Ka |
Kb |
Kc |
Kd |
Ke |
Kf |
Kg |
Kh |
Ki |
Kj |
Kl |
Km |
Kn |
Ko |
Kp |
Kr |
Ks |
Kt |
Ku |
Kv |
Kw |
Ky |
Kx |
Kz
 
Kra |
Krb |
Krc |
Kre |
Krg |
Krh |
Kri |
Krj |
Krk |
Krl |
Krm |
Krn |
Kro |
Krp |
Krs |
Krt |
Kru |
Kry |
Krz
 
Krea |
Kreb |
Krec |
Kred |
Kree |
Kref |
Kreg |
Kreh |
Krei |
Krej |
Krek |
Krel |
Krem |
Kren |
Kreo |
Krep |
Kres |
Kret |
Kreu |
Krev |
Krew |
Krex |
Krey |
Krez
Die Liste der Biografien führt alle Personen auf, die in der deutschsprachigen Wikipedia einen Artikel haben. Dieses ist eine Teilliste mit 26 Einträgen von Personen, deren Namen mit den Buchstaben „Kref“ beginnt.

## Kref

### Krefe
- Krefeld, Heinrich (1922–2019), deutscher Klassischer Philologe, Fachdidaktiker und Gymnasialdirektor
- Krefeld, Thomas (* 1955), deutscher Romanist

### Kreff
- Krefft, Adolf (1863–1936), deutscher Kaufmann und Politiker (DNVP), MdL
- Krefft, Gerard (1830–1881), deutscher Zoologe und Paläontologe in Australien
- Krefft, Gerhard (1912–1993), deutscher Ichthyologe und Herpetologe
- Krefft, Konstantyn (1867–1940), römisch-katholischer Geistlicher und NS-Opfer
- Krefft, Siegfried (1916–1981), deutscher Rechtsmediziner und Hochschullehrer

### Kreft
- Kreft, Annette (* 1954), deutsche Fernseh- und Theaterschauspielerin
- Kreft, Burghard (* 1950), deutscher Jurist, Richter am Bundesarbeitsgericht
- Kreft, Dieter (* 1936), deutscher Verwaltungs- und Erziehungswissenschaftler
- Kreft, Ekkehard (1939–2015), deutscher Musikpädagoge, Musikwissenschaftler und Hochschullehrer
- Kreft, Galina Sergejewna (1950–2005), sowjetische Kanutin
- Kreft, Gerhart (* 1939), deutscher Jurist, Richter am Bundesgerichtshof
- Kreft, Heinrich (* 1958), deutscher DiplomatHeinrich Kreft (* 1958)

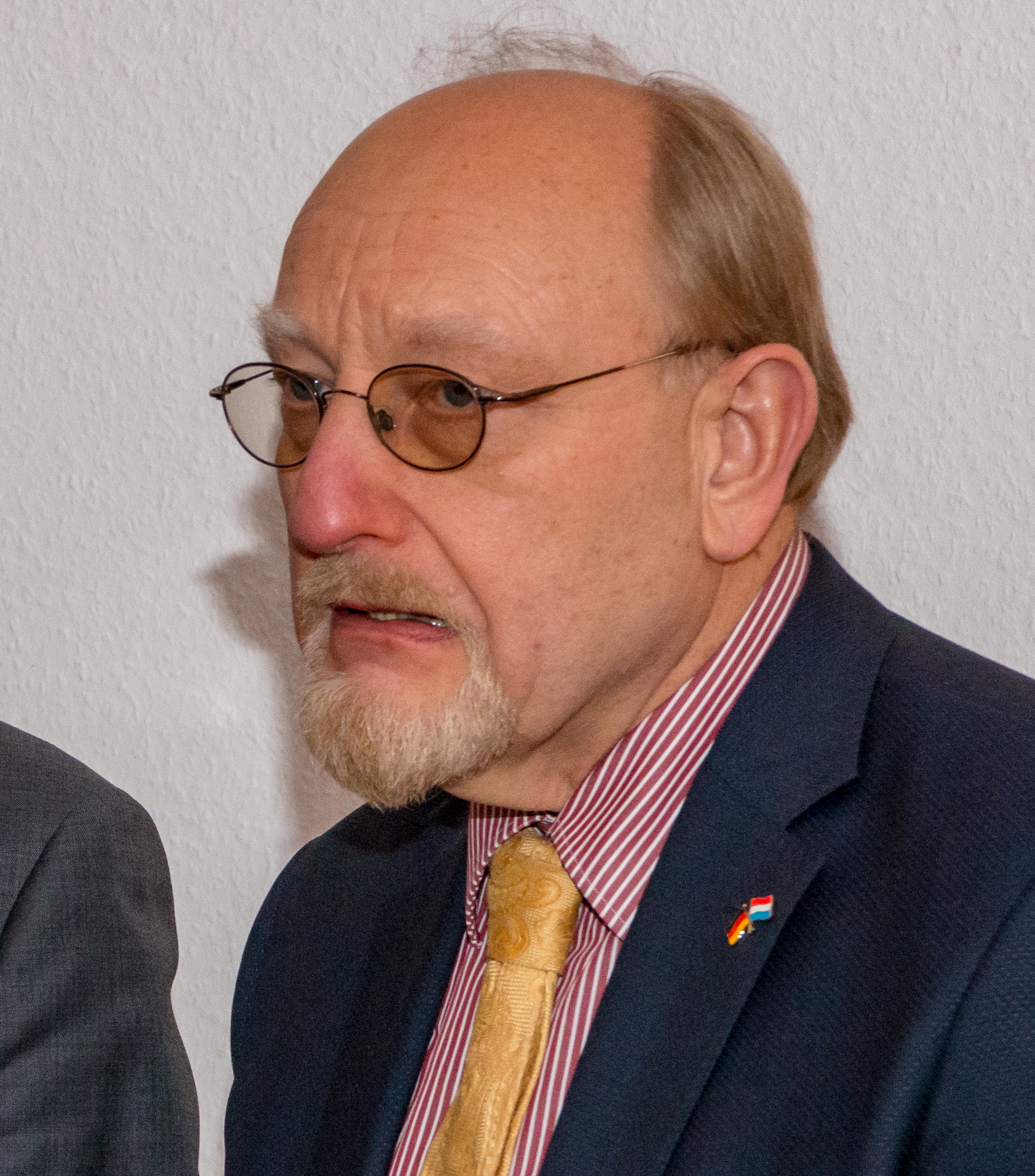
Heinrich Kreft (* 1958)

- Kreft, Helene (1897–1974), deutsche Politikerin (KPD/SED)
- Kreft, Helga (* 1942), deutsche Politikerin (CDU) und Staatssekretärin
- Kreft, Holger (* 1976), deutscher Biologe, Ökologe und Hochschullehrer
- Kreft, Karl (1879–1932), deutscher Landwirt und Politiker (DNVP)
- Kreft, Lev (* 1951), slowenischer Philosoph und Politiker
- Kreft, Marie (1876–1963), deutsche Politikerin (SPD), MdL
- Kreft, Marno, deutscher Eiskunstläufer
- Kreft, Paul (1893–1944), deutscher Politiker (KPD)
- Krefter, Friedrich (1898–1995), deutscher Architekt und Archäologe
- Krefting, Dagmar (* 1972), deutsche Physikerin, Medizininformatikerin und Professorin an der Universität in Göttingen
- Krefting, Heinrich (1562–1611), deutscher Rechtswissenschaftler und Bürgermeister von Bremen
- Krefting, Wilhelm J. (* 1981), deutscher Schriftsteller